# شوگو هاما
شوگو هاما (انگلیسی: Shogo Hama؛ زادهٔ ۲۲ اوت ۱۹۹۴) بازیگر اهل ژاپن است. وی از سال ۲۰۱۴ میلادی تاکنون مشغول فعالیت بوده‌است.
از فیلم‌ها یا برنامه‌های تلویزیونی که وی در آن نقش داشته‌است می‌توان به ۱۳ ارباب شوگون اشاره کرد.